# Zlatni rat na Braču - podmorje
Zlatni rat na Braču - podmorje este o arie protejată (sit de importanță comunitară — SCI) din Croația întinsă pe o suprafață de 57,37 ha, integral marine.

## Localizare
Centrul sitului Zlatni rat na Braču - podmorje este situat la coordonatele 43°15′18″N 16°38′02″E / 43.255°N 16.634°E.

## Înființare
Situl Zlatni rat na Braču - podmorje a fost declarat sit de importanță comunitară în iulie 2013 pentru a proteja un număr necunoscut de specii din flora spontană și fauna sălbatică aflate în arealul zonei.

## Biodiversitate
Situată în ecoregiunea marină mediteraneană, aria protejată conține 3 habitate naturale: Straturi cu Posidonia (Posidonion oceanicae), Bancuri de nisip acoperite în permanență slab de apă marină, Recifuri.
La baza desemnării sitului se află un număr nedeclarat de specii protejate.